# Concierto para piano (Skriabin)

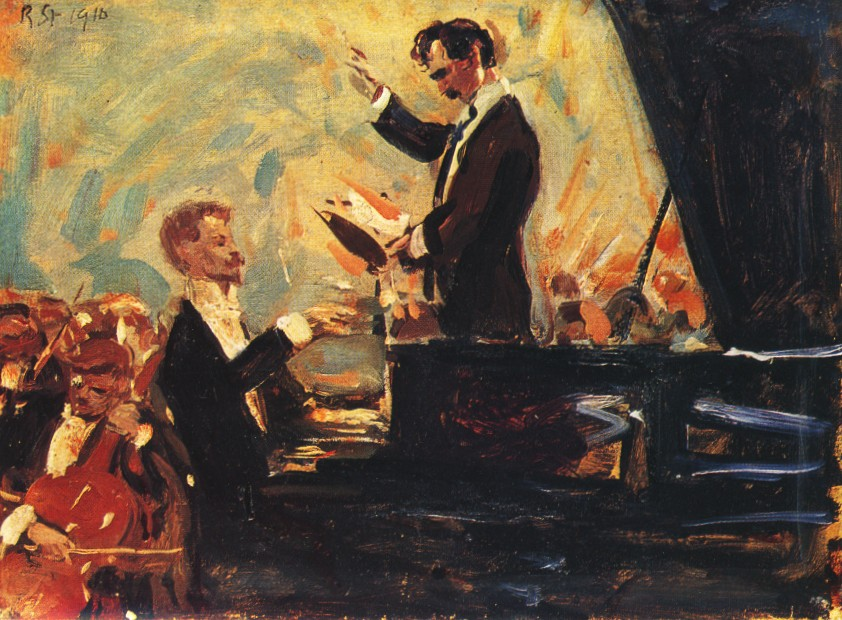
Klavierkonzert mit Alexander Skrjabin unter Leitung von Sergei Kussewitzky de Robert Sterl (1910), Galerie Neue Meister, Dresde.

El Concierto para piano en fa sostenido menor, op. 20, es una pieza temprana del compositor ruso Aleksandr Skriabin. Fue compuesto en 1896 y es el único concierto que escribió. El concierto tiene muchas dificultades técnicas, especialmente largos y rápidos arpegios. A pesar de la popularidad de otros trabajos para piano de Skriabin, el concierto no se programa con regularidad en las salas de concierto.

## Estructura
La obra está estructurada en tres movimientos y típicamente tiene una duración aproximada de 28 minutos. Los movimientos son:
1. Allegro
2. Andante
3. Allegro moderato

En el primer movimiento el piano introduce el tema principal y luego la orquesta lo repite mientras el piano la acompaña en octavas. En este movimiento las frases son largas y las melodías tienden a ser muy cromáticas, algo común en el estilo de Aleksandr Skriabin; también destaca su alta carga de síncopas y polirritmias.
El segundo movimiento es inusual porque toma la forma de un tema y cuatro variaciones (lo que cual en los conciertos suele asignarse a los terceros movimientos). La orquesta es la responsable de introducir el tema. El piano aparece en la primera variación acompañanando a la orquesta con arpegios y poliritmias cambiantes. La segunda variación es más rápida y destacan saltos en octavas  en la mano izquierda. La tercera variación es una lenta marcha fúnebre. La cuarta variación posee una intrincada ornamentación y el clarinete acompaña en forma contrapuntística al solista. El movimiento termina con el regreso del tema, prácticamente en su forma original, a la orquesta y al piano.
En el tercer movimiento se desarrolla el tema principal del primer movimiento.